# Tigers Tübingen
Tigers Tubinga è una società cestistica, parte della polisportiva SV 03 Tübingen, avente sede a Tubinga, in Germania. Fondata nel 1903, gioca nel campionato tedesco.
Disputa le partite interne nella Paul Horn-Arena, che ha una capacità di 3.180 spettatori.

## Cestisti
- Brian Clifford 2004-2005
- Toarlyn Fitzpatrick 2015-2016

## Roster 2023-2024
Aggiornato al 6 dicembre 2023.
|    | Naz.                                      | Ruolo | Sportivo                   | Anno | Alt. | Peso | Note |
| -- | ----------------------------------------- | ----- | -------------------------- | ---- | ---- | ---- | ---- |
| 2  | Stati Uniti (bandiera)                    | G     | Zaccheus Darko-Kelly       | 1997 | 198  | 93   |      |
| 3  | Stati Uniti (bandiera)                    | AP    | Jimmy Boeheim              | 1998 | 203  | 98   |      |
| 5  | Nigeria (bandiera)                        | AG    | Kaodirichi Akobundu-Ehiogu | 1999 | 208  | 86   |      |
| 6  | Germania (bandiera)                       | AP    | Joshua Schwaibold          | 1998 | 196  | 89   |      |
| 7  | Austria (bandiera) · Germania (bandiera)  | P     | Timo Lanmüller             | 2001 | 193  | 84   |      |
| 9  | Lettonia (bandiera)                       | AG    | Krišs Helmanis             | 2002 | 209  | 100  |      |
| 10 | Germania (bandiera)                       | P     | Gianni Otto                | 1995 | 184  | 79   |      |
| 11 | Austria (bandiera) · Germania (bandiera)  | G     | Erol Ersek                 | 1999 | 193  | 88   |      |
| 12 | Finlandia (bandiera)                      | P     | Aatu Kivimäki              | 1997 | 185  | 81   |      |
| 13 | Germania (bandiera)                       | AP    | Christoph Philipps         | 1998 | 203  | 89   |      |
| 17 | Germania (bandiera)                       | AG    | Mateo Šerić                | 1999 | 204  | 94   |      |
| 23 | Canada (bandiera) · Giamaica (bandiera)   | P     | Javon Masters              | 1994 | 180  | 83   |      |
| 26 | Germania (bandiera)                       | P     | Till-Joscha Jönke          | 1992 | 189  | 73   |      |
| 31 | Germania (bandiera)                       | AG    | Daniel Keppeler            | 1997 | 205  | 99   |      |
| 56 | Porto Rico (bandiera) · Panama (bandiera) | P     | Jhivvan Jackson            | 1998 | 183  | 77   |      |